# Амида Брајма
Амида Абиола Брајма (енгл. Amida Abiola Brimah; Акра, 11. фебруар 1994) гански је кошаркаш. Игра на позицији центра.

## Каријера
Брајма је од 2013. до 2017. године похађао Универзитет Конектиката. За Конектикат хаскисе уписао је укупно 133 наступа, а просечно је по мечу бележио 6,7 поена, 4,5 скокова и 2,8 блокада. Био је део састава Хаскиса који је у сезони 2013/14. стигао до титуле NCAA првака. У сезони 2014/15. проглашен је најбољег одбрамбеног играча AAC конференције. На НБА драфту 2017. није изабран.
Током припремног периода за сезону 2017/18. прво је наступао за Чикаго булсе у НБА летњој лиги, а касније је био и у тренинг кампу Сан Антонио спарса. Крајем октобра 2017. нашао је место у Остин спарсима и са њима је у сезони 2017/18. освојио НБА развојну лигу.
Дана 13. априла 2018. потписао је уговор са Партизаном до краја сезоне 2017/18.

## Успеси

### Клупски
- Остин спарси:
  - НБА развојна лига (1): 2017/18.